# Stazione di Poznań Centrale
Stazione di Poznań Centrale (in polacco Poznań Główny), è la stazione ferroviaria principale della città polacca di Poznań, la quinta città più grande della Polonia e capoluogo del Voivodato della Grande Polonia.
La stazione si trova nel mezzo della linea ferroviaria Varsavia–Kunowice, la ferrovia Breslavia–Poznań, la ferrovia Kluczbork–Poznań, la ferrovia Poznań–Stettino e la ferrovia Poznań–Piła. I servizi ferroviari sono gestiti da PKP Intercity, Polregio e Koleje Wielkopolskie.
Nel 2023 ha servito 24,9 milioni di passeggeri, diventando la seconda stazione ferroviaria più trafficata della Polonia, dopo Wrocław Główny.

## Investimenti e modernizzazione

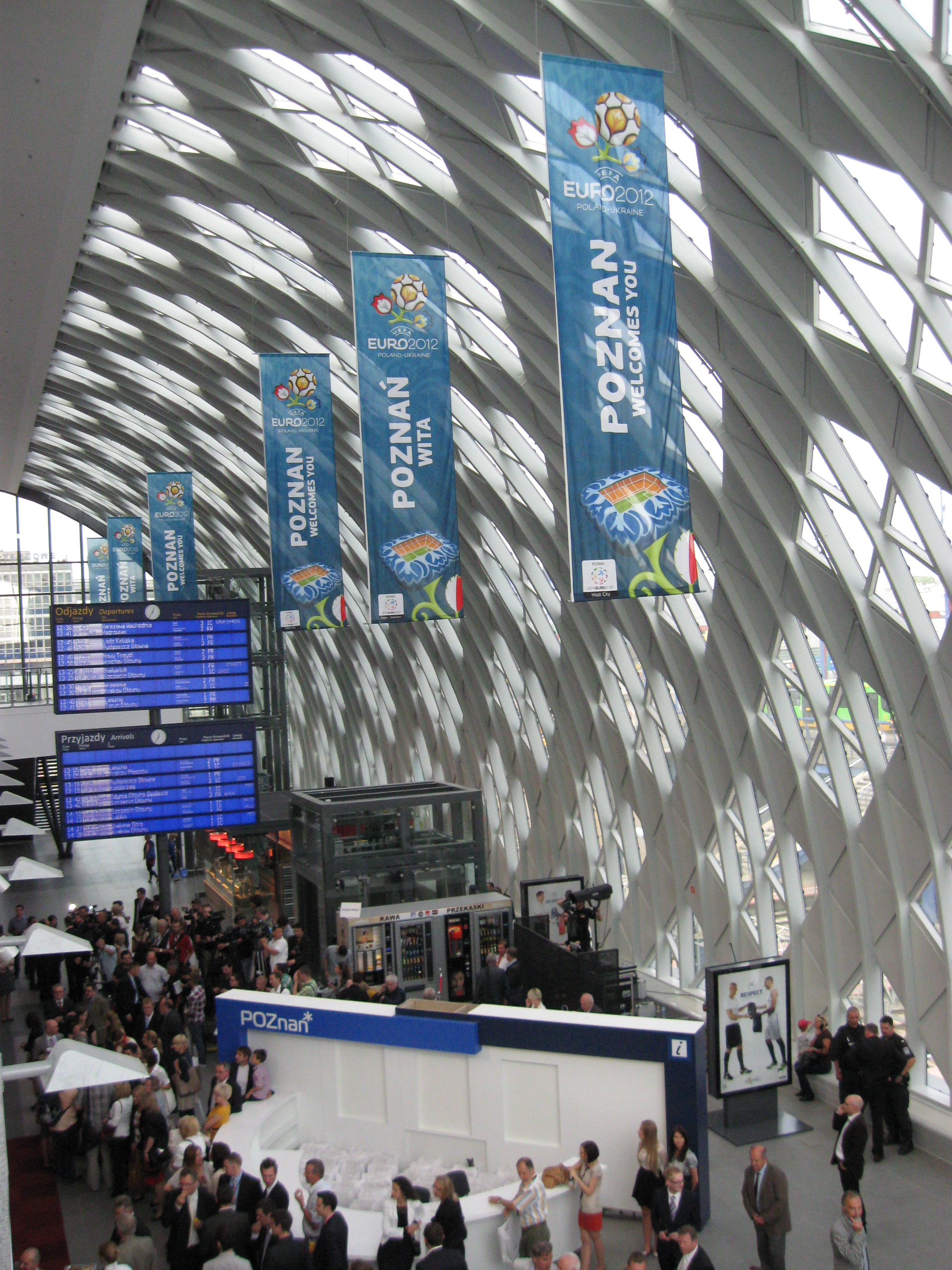
All'interno della sala principale

PKP ha iniziato a progettare la modernizzazione della stazione nel 2007. Nel 2009 ha avviato trattative con sette società specializzate in investimenti nel settore immobiliare commerciale. È stato firmato un accordo di investimento da 160 milioni di euro con Trigranit Development Corporation, aprendo la strada alla costruzione di un centro di trasporto integrato comprendente una stazione ricostruita, un parcheggio per auto e una stazione degli autobus.
La stazione e l'area circostante sono state completamente ricostruite e collegate alla stazione degli autobus e al centro congressi internazionale. L'intero investimento mirava a realizzare un sistema di trasporti integrato per gli eventi di UEFA Euro 2012 nella città di Poznań. La costruzione della nuova stazione è iniziata nella prima metà del 2011 e la prima fase, una sala di attesa e una biglietteria completamente operativa, è stata inaugurata dal presidente Bronisław Komorowski il 29 maggio 2012. La vecchia biglietteria esiste ancora, ma non viene più utilizzata dai passeggeri.
Il 25 ottobre 2013 è stato inaugurato un transport hub integrato e un centro commerciale. Questo comprende 250 unità commerciali, un terminal per autobus, piste ciclabili e un parcheggio di interscambio.
A causa del deficit di bilancio della città del 2010, derivante dall'utilizzo di fondi pubblici per costruire uno stadio comunale, la città di Poznan annunciò che la maggior parte degli investimenti promessi avrebbe subito un notevole ritardo e sarebbero potuti restare non finanziati anche fino al 2016. In una terza fase pianificata, l'edificio della stazione esistente verrebbe riqualificato con strutture per conferenze, uffici e alberghi. Uno studio della rivista specializzata TTS del 2014 ha informato che il nuovo edificio era già stato completato.

## Servizi per tram
Poznań dispone di un'ampia rete tranviaria con numerose linee che servono la stazione. Tutti i servizi sono gestiti da MPK Poznań. Le fermate del tram nei dintorni della stazione sono: Poznań Główny, Most Dworcowy e Dworzec Zachodni
- 3 (Górczyn - Poznań Główny - Rondo Rataje - Rondo Śródka - Małe Garbary - Armii Poznań - Wilczak - Naramowice)
- 5 (Górczyn - Poznań Główny - Centro Città - Os. Lecha - Zegrze - Unii Lubelskiej)
- 6 (Junikowo - Budziszyńska - Stadion miejski - Poznań Główny - Rondo Rataje - Rondo Śródka - Miłostowo)
- 8 (Górczyn - Poznań Główny - Małe Garbary - Rondo Śródka - Miłostowo)
- 10 (Połabska - Armii Poznań - Poznań Główny - Dębiec)
- 11 (Piątkowska - Poznań Główny - Dębiec)
- 12 (Os. Sobieskiego - Poznań Główny - Rondo Rataje - Starołęka)
- 14 (Os. Sobieskiego - Poznań Główny - Górczyn)
- 18 (Ogrody - Rynek Jeżycki - Poznań Główny - Rondo Rataje - Os. Lecha - Franowo)

## Servizi per autobus e pullman

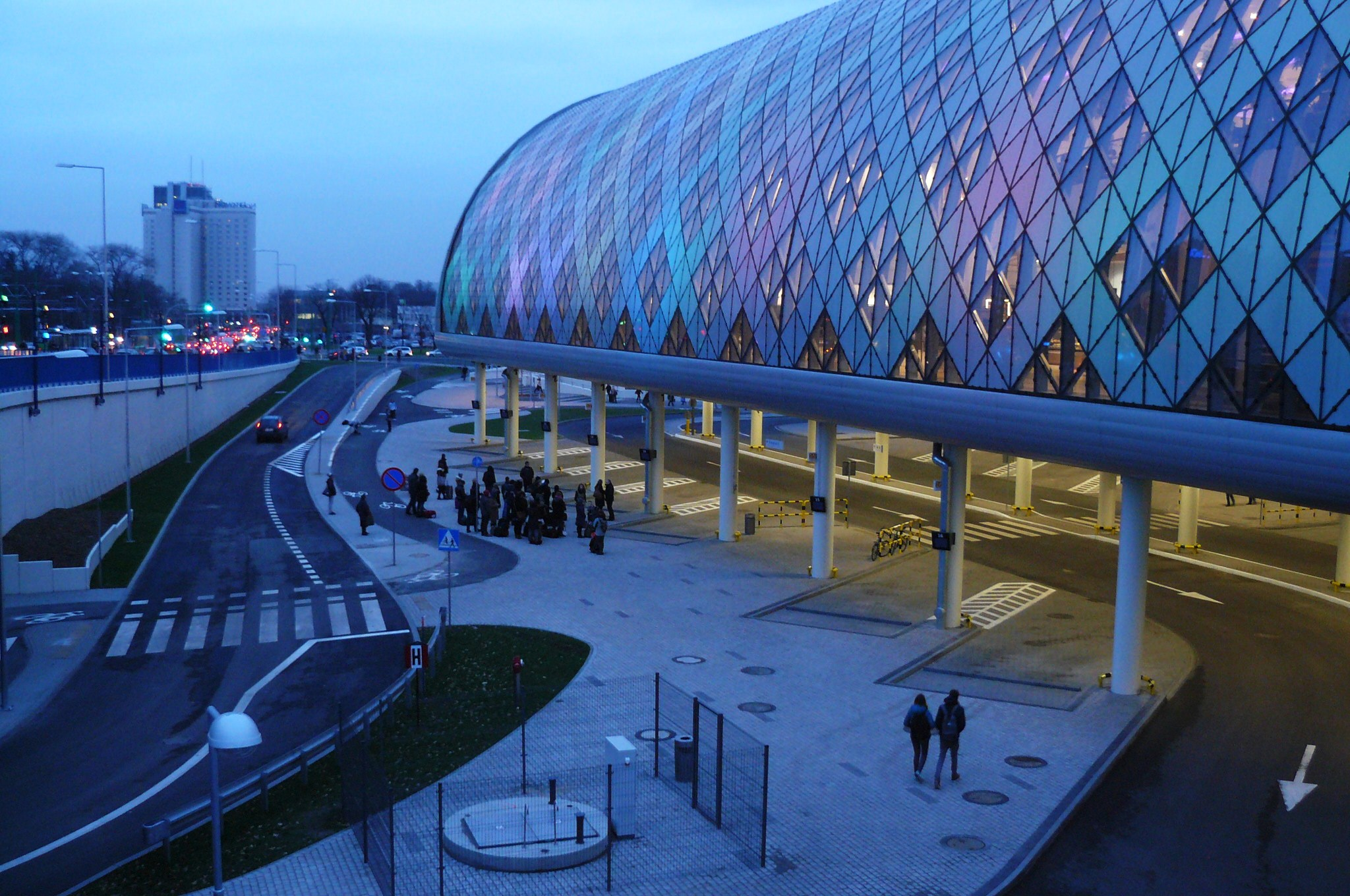
Vista della stazione degli autobus

- 51 (Poznań Główny - Garbary - Winogrady - Os. Sobieskiego)
- 68 (Poznań Główny - Podolany)
- 71 (Os. Wichrowe Wzgorze - Połabska - Poznań Główny - Os. Debina)
- 905 (Poznań Główny - Piatkowska - Suchy Las - Zlotkowo - Goleczewo - Zielatkowo - Chludowo)
- 59 (Poznań Główny - Aeroporto Poznań-Ławica)

Dalla stazione degli autobus partono i servizi di autobus gestiti da varie compagnie di autobus polacche, tra cui Flixbus e Sindbad.